# Суецки залив
Суецки залив (арап. خليج السويس, транслитерација Khalīǧ as-Suwais) представља плитки залив Црвеног мора који се најдубље увукао у копно између Азије и Африке. Стешњен је између Синајског полуострва на истоку и египатских гувернората Суец и Црвено море на западу. Залив се протеже у правцу север-југ дужином од око 314 км, док је просечна ширина између 20 и 30 метара. Максимална дубина је до 80 метара у јужном делу залива. 
Северни продужетак залива представља Суецки канал, којим је залив, али и Црвено море, повезано са Средоземним морем на северу. На јужном улазу у канал, а на северној обали залива смештен је град Суец, најважнија лука Египта.

## Географија
Према Светској хидрографској организацији (ИХО) јужна граница Суецког залива иде линијом која повезује рт Раш Мухамад (најјужнија тачка Синајског полуострва на 27°43' сгш, око 17 км југозападно од Шарм ел Шеика) са јужном обалом острва Шадван (34°02' игд) и даље паралелно до обала Африке, нешто северније од обала Хургаде (на 27°27' сгш).
Дужина залива од севера ка југу, односно од града Суеца и улаза у истоимени канал до мореуза Џубал је 314 км, док му ширина варира између 19 и 47 км. 
Суецки залив представља најистуренији северозападни део Црвеног мора који раздваја Синајско полуострво и Азију на истоку од Африке на западу (египатски гувернорати Суец и Црвено море). Целокупна површина акваторије под ингеренцијом је Египта. 
Сам улаз у залив представља доста плитку акваторију са бројним коралним гребенима који се пружају паралелно са обалом и мањим острвима. Највеће је острво Шадван, стеновита ненасељена формација дужине око 16 км и максималне ширине до 5 км. На Шадвану се налази велики светионик, а острво је познато као ронилачка база. Острво је 31. марта 1969. погодио јак земљотрес магнитуде 6,6° МКС скале и том приликом се велики део стена сурвао у море.
Најдубљи делови залива се налазе на југу, где максималне дубине достижу до 80 метара, а идући ка северу дубина постепено опада. На крајњем северу залив се наставља на вештачки Суецки канал (код града Суеца) преко ког су Црвено море и Индијски океан повезани са Медитераном. Обала је слабо разуђена, доста ниска и песковита и на северу се шири у пространу депресију делте Нила. У залив се изузев неколико вадија не улива нити један стални водоток.

## Геологија
Суецки залив представља део знатно пространијег јужноафричког тектонског рова и формирао се у зони Суецког рифта чија максимална активност је била у периоду између касног олигоцена (пре око 28 милиона година) и краја миоцена (пре око 5 милиона година), тако да је Суецки залив у геолошком смислу релативно млађа творевина.
У основи Суецког залива налазе се прекамбријске стене Арапско-нубијског штита (гнајс, вулканске и метаседиментне стене са интрузијама гранита, гранодиорита и дијабаза). Камбријумске стене јављају се на површини као последица дискорданције слојева, и ови црвени и бели пешчари достижу моћност до око 500 метара. Видљиви су углавном у копненом делу Суецког рифта, изузев у североисточном делу залива где имају маринске карактеристике. У централним и јужним деловима залива видљиве су стене карбонске старости. Стене тријаске старости видљиве су широм залива, а дебљина слојева варира између 8 и 300 метара (пешчари и конгломерати). 
У периоду између касне креде и еоцена подручје данашњег Суецког залива је чинило плитко море у којем је долазило до интензивне седиментације кречњачког материјала. У тектонском погледу био је то доста миран период у том подручју. Рифтна фаза у заливу почиње током касног олигоцена, а максимални интензитет достиже крајем раног миоцена (пре око 18 милиона година). Крајем миоцена долази до тектонског смиривања, а у залив постепено почиње да надире вода и да се формира савремена формација.

## Привредне активности
У подручју у и око Суецког залива налазе се велике резерве нафте и земног гаса. Највеће налазиште је на јужном крају залива, код места Гемса. Значајнијих нафтних поља има још на северу у подручју са обе обале Суецког канала.
Након отварања Суецког канала у новембру 1869. нагло је порастао и привредни значај самог Суецког залива. Град Суец који лежи на јужном улазу у канал, једна је од најважнијих египатских лука и важан је привредни центар тог дела земље. Иако постоје одличне предиспозиције за развој туризма, за сада је интензивнија туристичка активност концентрисана искључиво на југу око Хургаде.